# Єрмаково (Червоногвардійський район)
Єрмако́во (рос. Ермаково) — селище у складі Червоногвардійського району Оренбурзької області, Росія.

## Населення
Населення — 65 осіб (2010; 149 у 2002).
Національний склад (станом на 2002 рік):
- росіяни — 54 %